# Ettore Sebastiani
Ettore Sebastiani fue un deportista italiano que compitió en remo. Ganó dos medallas en el Campeonato Europeo de Remo, bronce en 1895 y plata en 1897.

## Palmarés internacional
| Campeonato Europeo | Campeonato Europeo | Campeonato Europeo | Campeonato Europeo |
| Año                | Lugar              | Medalla            | Prueba             |
| ------------------ | ------------------ | ------------------ | ------------------ |
| 1895               | Ostende (Bélgica)  | Medalla de bronce  | Cuatro con timonel |
| 1897               | Pallanza (Italia)  | Medalla de plata   | Cuatro con timonel |